# Boubacar Diallo
Boubacar Diallo (Kindia, 25 dicembre 1985) è un ex calciatore guineano, di ruolo difensore.

## Carriera

### Club
Inizia la sua carriera in Francia, al Gazélec Ajaccio, per poi trasferirsi prima al Tolone, e poi allo Spartak Trnava.

### Nazionale
Nel 2007 debutta con la Nazionale guineana.